# St James's Street

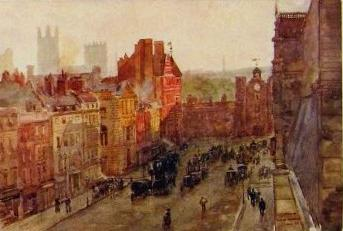
Chromolithografie van St James's Street en St James's Palace rond 1890

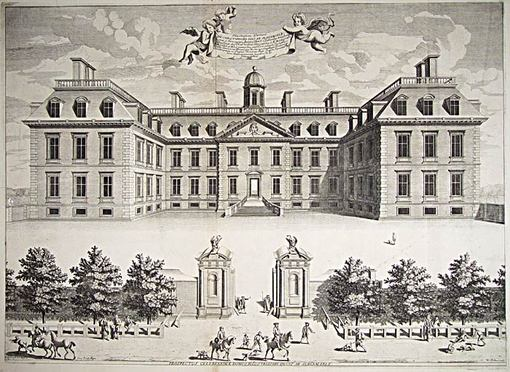
Clarendon House, nu gesloopt, dat vroeger zuidelijk gericht stond op St James's Street

St James's Street is een straat in Londen, in de wijk St James's. De straat loopt van Piccadilly Street bergafwaarts tot St James's Palace en Pall Mall. In het oosten grenst de straat aan Jermyn Street.
Vandaag de dag bevinden er zich hier veel bekende gentleman's clubs, exclusieve winkels als schoenmaker John Lobb en paraplumaker Swaine Adeney Brigg en verschillende kantoren.